# Suicide Club
Suicide Club (engl. suicide – Suizid; club – Verein) ist eine Tragikomödie mit groteskem Humor aus Deutschland. Der 96-minütige Film ist die Abschlussarbeit von Olaf Saumer an der Kunsthochschule Kassel.

## Inhaltsangabe
Zum Sonnenaufgang erscheinen fünf Menschen mit völlig unterschiedlichen Charakteren  auf einem Hochhausdach, um gemeinsam in den Tod zu springen. Sie wissen nichts voneinander. Ihre einzige Gemeinsamkeit ist der geplante gemeinsame Suizid. Jedoch zwingt sie eine widersinnige Verkettung von Geschehnissen, ihren Plan bis zum Abend aufzuschieben und auf dem Dach zu bleiben. So entwickeln sie, abgekoppelt vom Trubel des Alltags und des Stadtlebens, ein vorher unvorstellbares Gemeinschaftsgefühl und verbringen gemeinsam einen unvergesslichen Tag.

## Kritiken
„Ungewollt erbringt ‚Suicide Club‘ den Beweis: Schwarzer Humor und rührende Anteilnahme sind zwei absolut taugliche Modelle, dem Schlimmsten zu begegnen, vertragen sich aber schlecht. Dass Nick Hornbys Erfolgsroman ‚A Long Way Down‘ vor Jahren dieselbe Idee besser anging, hilft auch nicht gerade weiter.“

„Die Story erinnert an Nick Hornbys Erfolgsroman ‚A Long Way Down‘, wurde aber wesentlich unbeholfener umgesetzt. Fünf Menschen, die sich vorher noch nie gesehen haben, treffen sich auf dem Dach eines Hochhauses, um gemeinsam in den Tod zu springen. Die umständlich entwickelte Geschichte und die holprigen Dialoge machen diesen Selbstmordversuch zu einer äußerst zähen Angelegenheit. Fazit: Fünf Verlierer entdecken das Leben neu: dröges Spielfilmdebüt.“

„Es könnte eines dieser amerikanischen High-Concept-Movies sein, deren Skript sich in einem Satz zusammenfassen lässt. (…) Das klingt nach großem Drama oder schwarzem Humor. Aber es ist vor allem verdammt ambitioniert für ein Spielfilmdebüt.“

„Ganz undidaktisch vermittelt die wunderbare, mit stimmungs- wie gefühlvoller Musik veredelte Mischung aus Blues und Spaß den Wert des Miteinanders und der Freundschaft. Das ist nachdenklich, anrührend persönlich und bleibt doch immer locker. Eine Hommage an das Leben.“

„Optisches Anti-Depressivum: Martin Saumer, der mit seinem Regisseurs-Bruder Olaf gemeinsam das Drehbuch schrieb, hat sich einiges an Verwicklungen einfallen lassen. Vor allem die humorvollen Seiten, die er dem Thema abgewinnt, lassen einen einfühlsamen Blick auf die Kuriositäten erkennen, die das Leben gerade in seinen tragischsten Momenten zutage fördert.“

„Ein Genre-Mix aus Drama und Komödie. Saumer verbindet in seinem Film diese Gegensätze zu einer Einheit. Das gelingt ihm mit Schwung, Humor und Unterhaltung. Die Ernsthaftigkeit gegenüber dem Thema geht aber nicht verloren. Gute Darsteller schaffen eine Vielfältigkeit an Charakteren, die mitreißt. Und der Genre-Mix erweist sich als clever. Nicht deprimiert, sondern voller Lebensfreude verlässt man das Kino.“

„Anrührende Momente und ein kluges Drehbuch. Die Story um fünf Menschen, die gemeinsam von einem Dach in den Tod springen wollen, besitzt viele anrührende Momente und ein kluges Drehbuch […]“

„[…] Olaf Saumer hat zusammen mit seinem Bruder Martin eine wunderbare 90-minütige Hommage an das Leben geschaffen, die berührt, die einen mit einem lachenden und einem weinenden Auge zurücklässt. Auch dank der hervorragenden Leistung des Schauspielerteams. Trotz ‚Low Budget‘ ganz großes Kino.“

„Ein außergewöhnlicher Film! Erst im Laufe des Films offenbaren die Charaktere ihre unterschiedlichen, skurrilen Persönlichkeiten. Ernste und komische Momente halten sich dabei die Waage. Ein außergewöhnlicher Film, der dem Zuschauer den Wert des Lebens und der Freundschaft eindringlich vor Augen führt."“

„Dank der guten Vorlage voller überraschender Wendungen und eines erstklassigen Darstellerensembles gelingt dem Film die schwierige Gratwanderung zwischen Tragik und Komödie bei der an sich heiklen Thematik der Suizidgefährdung. Die bewusste Vermischung von klassischem Drama und schwarzem Humor mag für den deutschen Film vielleicht noch gewöhnungsbedürftig sein, weil solche ernsten Themen bisher nur selten mit deutlichem Unterhaltungswert gekoppelt wurden. Aber in diesem Fall ist das Experiment gelungen (…)“

„Zu lange, zu unglaubwürdige Debatten über den Sinn des Lebens, zu viel falscher Trost. [Dafür wurde] aus den begrenzten Mitteln visuell einiges herausgeholt.“

## Produktionsnotizen
Der Film ist eine Low-Budget-Produktion (50.000 EUR) und wurde fast vollständig durch Eigenfinanzierung realisiert. Die Hessische Filmförderung hat den Film finanziell (5.000 Euro) und der Hessische Rundfunk – Studio Kassel sowie die Kunsthochschule Kassel mit technischem Equipment unterstützt. Die Idee zu diesem Spielfilm entstand bereits 1999, als Olaf Saumer einen Artikel über japanische Teenager las, die sich anonym über das Internet verabredet hatten, gemeinsam Selbstmord zu begehen. Das Drehbuch schrieb Olaf Saumer gemeinsam mit seinem Bruder Martin Saumer. Neben Regie, Produktion und Co-Autor des Films ist er auch für den Schnitt des Films verantwortlich. Das gesamte Team inklusive der Schauspieler arbeiteten bei diesem Film auf Rückstellungen. Der Filmverleih Kinostar brachte den Film am 25. November 2010 in die deutschen Kinos. Die DVD gibt es seit dem 24. Juni 2011 im Handel. Die TV-Rechte wurden nach der Kinoauswertung an den SWR/SR und ARTE verkauft.
Die TV-Premiere war am 29. Februar 2012 im SWR/SR. Weitere Ausstrahlungen fanden am 26. April 2013 sowie am 12. September 2014 statt.

## Technische Daten
- Deutschland 2010
- ca. 96 Minuten
- 16:9 anamorphotisch / 1:2.35 – Cinemascope
- DigiBeta / DCP
- Tonformat: STEREO

## Festivals
- 31. Filmfestival Max Ophüls Preis (Uraufführung)
- 25. Unabhängiges FilmFest Osnabrück (Eröffnungsfilm)
- 22. Tage des unabhängigen Films Augsburg
- 34. MOSTRA – São Paulo International Film Festival (NewFilmmakersCompetition / International Premiere)
- 32. Biberacher Filmfestspiele (nominiert für „Bester Debütfilm“)
- 8ème Ciné-Festival en Pays de Fayence, Cinéma de Montauroux, Frankreich
- 27. Kasseler Dokumentarfilm- und Videofest
- 23. exround filmfest Wiesbaden
- 7th Dubai International Film Festival (Cinema of the World)
- 10th Tiburon International Film Festival (US-Premiere)
- Discovery Zone – Luxemburg
- XIX St. Petersburg International Film Festival " Festival of Festivals"
- 14th Shanghai International Film Festival (German Films Focus)
- Yerevan International Film Festival / Filmfestival „Goldene Aprikose“ (nominiert für den Golden Apricot)
- Arsenal Film Festival / Riga Film Festivals
- 15th German Film Festival – Singapore (Goethe-Institut Singapore)

## Preise und Auszeichnungen
- Interfilmpreis 2010:

Der Film feierte auf dem 31. Filmfestival Max Ophüls Preis am 24. Januar 2010 Premiere und gewann dort den Interfilmpreis 2010.
- CIGALE D’OR / Preis der Jury 2010:

Auf dem französischen Filmfestival „Ciné Festival en Pays de Fayence“ erhielt Suicide Club am 7. November 2010 den Hauptpreis des Festivals, den Preis der Jury «CIGALE D’OR».
- Goldener Herkules 2010:

Bei dem 27. Kasseler Dokumentarfilm- und Videofest 2010 gewann Suicide Club den Goldenen Herkules.
- Die Deutsche Film- und Medienbewertung (FBW) hat im Dezember 2010 Suicide Club das Prädikat „wertvoll“ verliehen.[13]
- Federico-Fellini-Award 2011:

Bei der US-Premiere auf dem Tiburon International Film Festival erhielt Suicide Club den FEDERICO-FELLINI-AWARD für den besten internationalen Debütfilm.